# Teratornithidae
Die Teratornithidae sind eine Familie riesiger, geierähnlicher Vögel, die vom späten Miozän bis zum Pleistozän in Nord- und Südamerika vorkamen. Mit Argentavis magnificens gehört nach derzeitiger Kenntnis der größte flugfähige Vogel, der je gelebt hat, zu den Teratornithidae. Sie wurden früher als Unterfamilie Teratornithinae zu den Neuweltgeiern gestellt. Da die morphologischen Unterschiede zu den Neuweltgeiern aber genau so groß sind wie die zwischen den meisten zu einer Ordnung gehörenden Vogelfamilien werden sie heute als eigene Familie betrachtet. Neben den Neuweltgeiern haben die Teratornithidae auch mit den Störchen und den Ruderfüßern Gemeinsamkeiten.
Wahrscheinlich entwickelten sich die Teratornithidae in der Westwindzone des späten Miozän im südlichen Südamerika, die damals weiter nach Norden reichte als heute, da die südlichen Anden noch nicht so hoch waren. Campbell und Tonni vermuten, dass sie wegen ihrer Schnabelanatomie nicht fähig waren, Fleischstücke aus Aas zu reißen und dass sie, ähnlich wie Eulen, kleine, selbst erbeutete Beutetiere im ganzen verschlungen haben. Die meisten Wissenschaftler sehen sie jedoch als Aasfresser, die ähnlich heutigen Geiern über offenem Grasland segelnd nach Aas suchten. Als vor drei Millionen Jahren die Landbrücke von Panama entstand, besiedelten die Teratornithidae im Zuge des großen amerikanischen Faunentauschs auch Nordamerika.

## Gattungen
Die bekannteste Teratornithidengattung ist Teratornis aus Nordamerika, die eine Flügelspannweite von 3,5 bis 3,8 Meter hatte und sitzend 75 Zentimeter hoch war. Von dieser Gattung wurden die fossilen Überreste von über 100 Exemplaren in den Teergruben von La Brea gefunden. Argentavis erreichte eine Flügelspannweite von 7 bis 7,5 Metern und war 1,5 Meter hoch. Sein Gewicht wird auf 72 kg geschätzt. Er lebte im späten Miozän und im Pliozän in Südamerika. Fossilien wurden in Argentinien gefunden. Zwei weitere Gattungen, Aiolornis und Cathartornis sind nur von wenigen Knochen bekannt. Aiolornis erreichte eine Flügelspannweite von fünf Metern und hatte einen besonders großen Schnabel. Er lebte in Nordamerika. Cathartornis ist nur aus den Teerguben von La Brea bekannt. 2002 wurde die Existenzdauer der Teratornithidae durch die Entdeckung des ältesten Teratornithiden Taubatornis campbelli aus dem oberen Oligozän von São Paulo (Brasilien) weit nach unten ausgedehnt. Taubatornis  war viel kleiner als andere Gattungen der Familie und zeigt viele Übereinstimmungen mit Neuweltgeiern.